# Juan Behrensen
Juan Behrensen né le 27 avril 1904 à Santa Fe et mort le 13 août 1981 est un nageur et rameur argentin.
En 1923, Juan Behrensen bat le record d'Argentine du 1 500 mètres nage libre en 26 min 44 s 4 et bat le record sud-américain du 100 mètres dos.
Il s'engage alors aux Jeux olympiques de 1924 à Paris sur le 100 mètres dos, mais déclare finalement forfait. Il ne nage que le relais 4 × 200 mètres qui termine quatrième de sa série en 11 min 25 s et n'est pas qualifié pour les demi-finales.
À partir de 1925, il se consacre à l'aviron et est plusieurs fois champion d'Argentine en simple ou en double.